# Mujer leyendo una carta (Metsu)
Mujer leyendo una carta es una obra del pintor holandés Gabriël Metsu. Se trata de un óleo sobre lienzo, que mide 52,5 cm de alto y 40,2 cm de ancho. Fue pintado hacia 1662-65 y se encuentra en la Galería Nacional sita en Dublín (Irlanda).
Se trata de una escena de género protagonizada, realizada como pareja o pendant de otro cuadro de Metsu también conservado en la Galería irlandesa: Hombre escribiendo una carta. Se supone, estando ambos cuadros juntos, que la carta que ella lee es la que antes le ha escrito su esposo, que se encuentra de viaje. En este sentido, el cuadro que se ve detrás de la cortina verde que la sirvienta descorre, puede dar la clave: él se encontraría lejos, tras un viaje por mar, que siempre es azaroso. Entre ambas mujeres aparece un perro, animal que siempre ha sido considerado ejemplo de fidelidad, que puede ser la intención moralizante de la obra.